# دالورتینگتون گاردنز (تگزاس)
دالورتینگتون گاردنز، تگزاس(به انگلیسی: Dalworthington Gardens, Texas) شهری در ایالت تگزاس از ایالات جنوبی ایالات متحده آمریکا است. در سرشماری سال ۲۰۰۰، جمعیت این شهر ۲۱۸۶ نفر اعلام شد.